# Бульвар Генерала Карбышева (станция метро)
«Бульва́р Генера́ла Ка́рбышева» — строящаяся станция Московского метрополитена на Рублёво-Архангельской линии в районе Хорошёво-Мнёвники. Открытие запланировано в 2026—2027 году.

## Расположение
Расположится между станциями «Народное ополчение» и «Серебряный Бор», в районе Хорошёво-Мнёвники. Станция будет расположена вдоль улице Маршала Тухачевского у её пересечения с бульваром Генерала Карбышева, в честь которого она и названа.

## Характеристики
На станцию будет организован доступ для людей с ограниченным возможностями.

## История
- 7 марта 2019 года Градостроительно-земельной комиссией был одобрен проект планировки участка «Шелепиха» — «Строгино» длиной 9,8 км с четырьмя станциями[2].
- В конце 2019 года планируемая очерёдность пусковых участков была изменена: первым стал участок «Шелепиха» — «Строгино», а участок «Строгино» — «Ильинская» — вторым. Планировалось, что в первый участок длиной 9,8 км войдут 5 станций[3][4].
- 22 июня 2021 года был утверждён проект планировки первого участка Рублёво-Архангельской линии метро длиной 12,65 км с шестью станциями: «Звенигородская», «Карамышевская», «Бульвар Карбышева», «Живописная», «Строгино» и «Липовая Роща»[5].
- 10 февраля 2023 года мэр Москвы Сергей Собянин утвердил название станции «Бульвар Генерала Карбышева»[6].

### В составе первого участка
Первый участок Рублёво-Архангельской линии планируется провести от камеры съездов на перегоне «Шелепиха» — «Хорошёвская» до станции «Липовая Роща». Перегон «Шелепиха» — «Хорошёвская» после ввода первого участка планируется использовать в качестве двухпутной ССВ. Длина первого участка составляет 12,65 км, в него входят 6 станций.

## Архитектура и оформление

### Вестибюли
- Количество вестибюлей: 2
- Тип вестибюлей: подземные, с выходами на:
  - улицу Маршала Тухачевского и
  - бульвар Генерала Карбышева,
  - к существующей и строящейся жилой и общественной застройке,
  - к остановочным пунктам наземного пассажирского транспорта[8].

### Путевое развитие
За станцией предусмотрены тупики для оборота и отстоя составов.

## Строительство
Размер строительной площадки: более 1,1 км.
В ходе строительства будет полностью перекрыта улица Маршала Тухачевского.
Станция будет сооружаться открытым способом.
На информационном щите оглашено время:
- начала строительства: IV квартал 2021 года.
- завершения строительства: IV квартал 2024 года.

Прохождение тоннелей: тоннеле-проходческим комплексом «Лилия».
- 12 декабря 2021 года: на улице Маршала Тухачевского появилась первая строительная техника[9].
- 30 апреля 2022 года:
  - Смонтирован бетонитовый узел
  - Начато строительство стены в грунте
  - осуществляется заливка основания под строительный городок.
  - Мосгоргеотрест ведёт геологические изыскания на местности.
  - Стройдорсервис монтирует байпас.
- 15 мая 2024 года начата проходка левого и правого тоннелей от станции «Народное Ополчение» в сторону станции «Бульвар Генерала Карбышева»  [10]
- 25 ноября 2024 года завершилась проходка левого перегонного тоннеля от станции «Народное Ополчение» до станции «Бульвар Генерала Карбышева» [11]
- 23 декабря 2024 года завершена проходка правого тоннеля от Народного Ополчения.